# Horst Böhm (MfS-Mitarbeiter)
Horst Böhm (* 11. Mai 1937 in Zwickau; † 21. Februar 1990 in Dresden) war Leiter der Bezirksverwaltung Dresden des Ministeriums für Staatssicherheit und SED-Funktionär.

## Leben
Böhm entstammte einer Arbeiterfamilie; der Vater war Bäcker und die Mutter Handschuhmacherin. Er trat 1954 in die SED ein, machte 1955 sein Abitur, wurde beim MfS eingestellt und absolvierte einen Zweijahreslehrgang an der Hochschule des Ministeriums für Staatssicherheit. In den Jahren 1962 bis 1967 absolvierte Böhm ein Fernstudium der Gesellschaftswissenschaften an der Karl-Marx-Universität Leipzig, das er als Diplom-Lehrer für Marxismus-Leninismus abschloss.
Nach seinem ersten Studium wurde Böhm 1961 stellvertretender Leiter der MfS-Kreisdienststelle Stollberg und im darauffolgenden Jahr in gleicher Position in der Kreisdienststelle Hohenstein-Ernstthal. Im Jahr 1966 wurde er stellvertretender Leiter der Arbeitsgruppe Anleitung und Kontrolle in der Bezirksverwaltung Karl-Marx-Stadt. Dem folgte 1974 die Ernennung zum Stellvertreter Operativ des Leiters dieser Bezirksverwaltung.

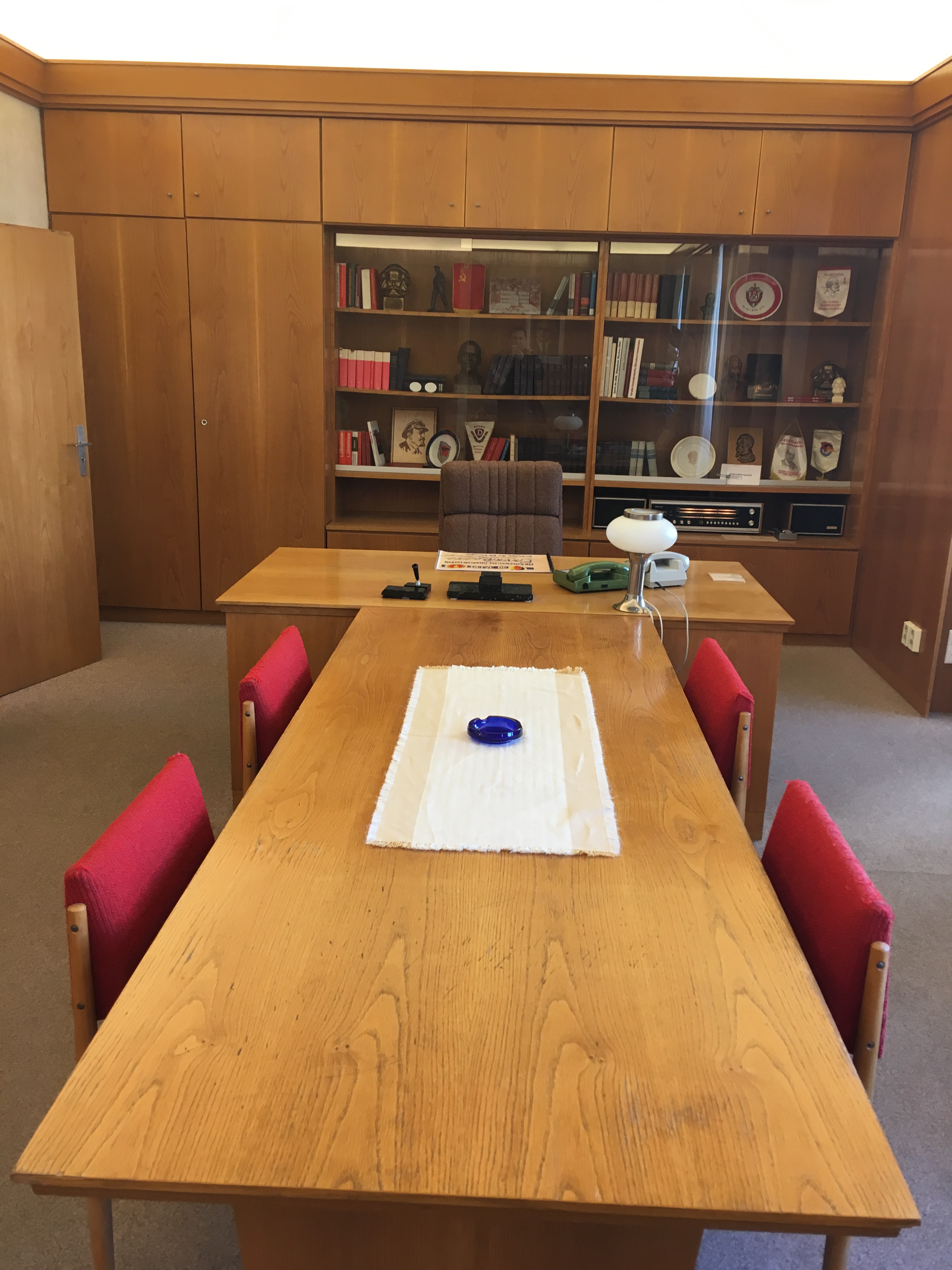
Böhms holzvertäfeltes Büro in der Bezirkszentrale

Im Jahr 1981 wurde er Offizier für Sonderaufgaben und übernahm im Juli 1981 die Leitung der Bezirksverwaltung Dresden; damit einher ging eine Mitgliedschaft in der SED-Bezirksleitung Dresden. Im vergleichsweise jungen Alter von 45 Jahren wurde er 1982 zum Generalmajor des MfS ernannt. Seine absolute Parteitreue begünstigte diese schnelle Karriere.
Böhm war ein Lokalpatriot, wenn es um Fußball ging. Er war ein Fan der SG Dynamo Dresden und in die Vereinsangelegenheiten involviert. Er war ein Fördermitglied des Vereins.
Als während der friedlichen Revolution 1989 bekannt wurde, dass die Staatssicherheit in großem Umfang Unterlagen vernichtete, meldeten der spätere Dresdner Oberbürgermeister Herbert Wagner und Arnold Vaatz, beide Mitglieder der Gruppe der 20, am 5. Dezember morgens eine Demonstration für den Nachmittag vor der Zentrale der Bezirksverwaltung an der Bautzner Straße an. Die Demonstranten stürmten am Abend die Bezirksverwaltung, besetzten die Räume und beendeten so die weitere Aktenvernichtung. Nach Aussage Wagners, der als Augenzeuge zugegen war, übergab der erschöpft wirkende Böhm widerstandslos seine Dienstwaffe an einen der Besetzer. Mit der Besetzung der Bezirksverwaltung endete Böhms Karriere. Noch am gleichen Abend wurde er unter Hausarrest gestellt.
Für Böhm, der sein Leben in den Dienst des MfS und der Partei gestellt hatte, brach eine Welt zusammen. Keine drei Monate nach seiner Entmachtung beging er am 21. Februar 1990 im Alter von 52 Jahren Suizid. Die Gruppe der 20 entsandte zwei Vertreter zu seiner Wohnung, die sich davon überzeugen sollten, um sicherzugehen, dass Böhm nicht im Schatten einer platzierten Leiche untertauchen konnte. Bereits am 30. Januar hatte sich der Leiter der MfS-Bezirksverwaltung Suhl, Gerhard Lange, im Alter von 55 Jahren erschossen. Ihnen folgte am 3. Mai der sechzigjährige Neubrandenburger Leiter der Bezirksverwaltung Peter Koch. Allen dreien war gemein, dass sie zu jung waren, um während der Zeit des Nationalsozialismus am aktiven Widerstand beteiligt zu sein. Sie machten stattdessen nach dem Zweiten Weltkrieg Karriere im Staatsapparat.

## Bewertung
Der Wissenschaftler Thomas Widera vom Hannah-Arendt-Institut für Totalitarismusforschung konnte durch Vergleiche nachweisen, dass in Böhms Zeit als Leiter der Bezirksverwaltung Dresden deutlich mehr Oppositionelle und „Republikflüchtlinge“ verhaftet wurden als zuvor. Böhm galt dabei als besonders unnachgiebig gegenüber politischen Gegnern der SED. Der Druck, den Böhm dabei auf seine Untergebenen ausübte, führte zu einem derart angespannten Verhältnis, dass er sich 1988 beim Ministerium in Berlin und in den Parteiorganen verantworten musste.